# Beeby Peak
Der Beeby Peak ist ein 1400 m hoher Berg im Nordwesten der antarktischen Ross-Insel. Er ragt 3,9 km ostnordöstlich des Gipfels des Mount Bird auf.
Das New Zealand Geographic Board benannte den Berg im Jahr 2000 nach dem neuseeländischen Diplomaten Christopher Beeby (1935–2000), der 30 Jahre lang in die Verhandlungen über den Status der Antarktis involviert war.